# 莫拉莱哈德尔维诺
莫拉莱哈德尔维诺，是西班牙卡斯蒂利亚-莱昂萨莫拉省的一个市镇。 总面积20平方公里，总人口1254人（2001年），人口密度63人/平方公里。